# Zhucun, Guangdong
Zhucun (kinesiska: 朱村)  är ett stadsdelsdistrikt (jiedao) i sydöstra Kina. Det ligger i stadsdistriktet Zengcheng i provinshuvudstaden Guangzhou i provinsen Guangdong, omkring 46 kilometer öster om centrala Guangzhou. Antalet invånare är 43 557. Befolkningen består av 20 448 kvinnor och 23 109 män. Barn under 15 år utgör 12,0 %, vuxna 15-64 år 81 %, och äldre över 65 år 6,0 %.